# Plazas temáticas Expo 2008

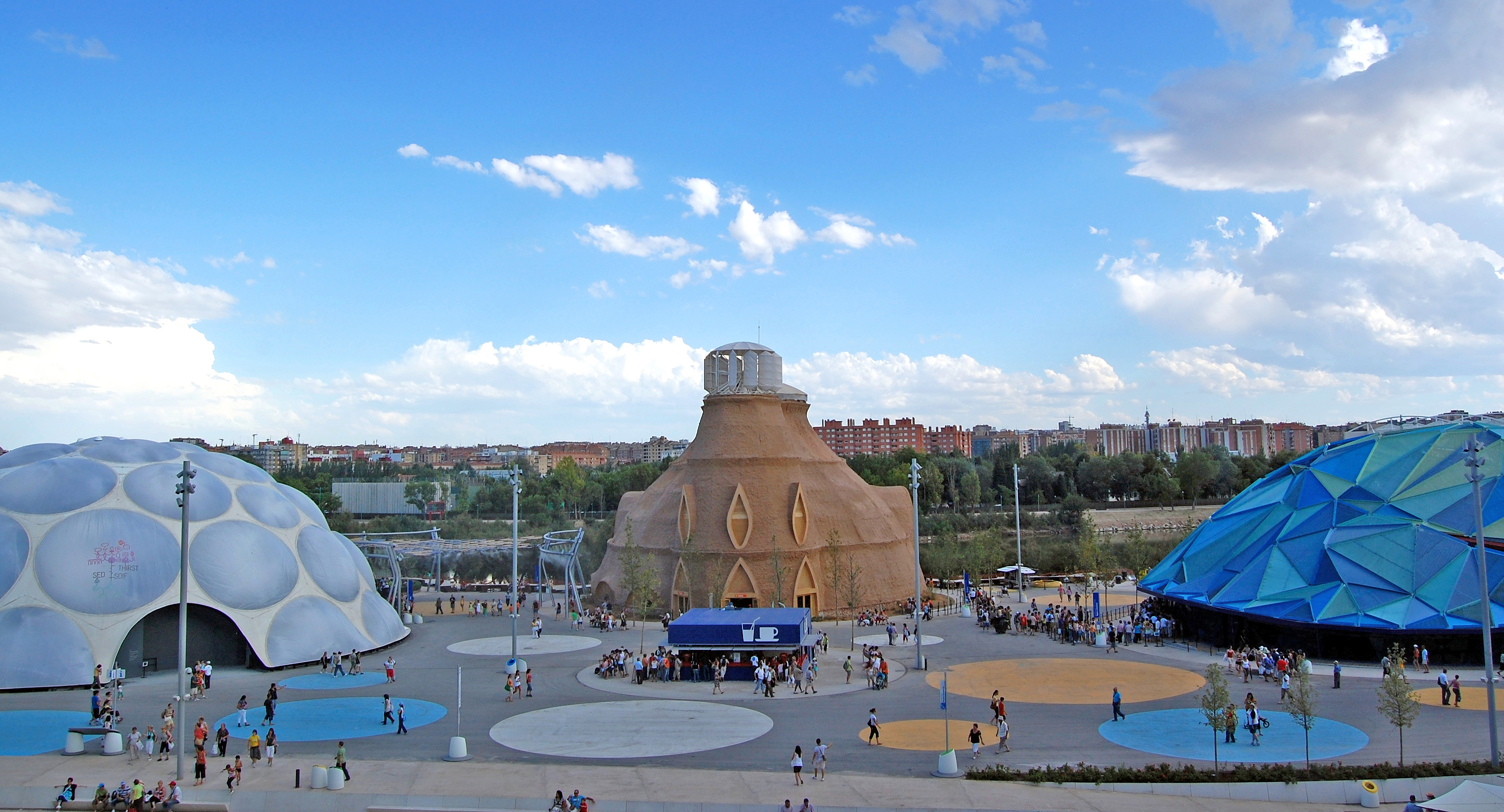
Vista de las plazas temáticas: Sed, Faro y Agua extrema.

Las plazas temáticas constituyen un espacio de reflexión y esparcimiento dentro del recinto de la Exposición internacional 2008 que se celebró en Zaragoza del 14 de junio al 14 de septiembre de 2008. Las plazas fueron diseñadas por los arquitectos catalanes Batlle i Roig y los aragoneses Juan Gayarre y Ricardo Marco y forman parte de un bulevar ecológico de 370 metros de largo y 20 de ancho. Para su construcción los arquitectos se inspiraron en el paseo de Copacabana de Río de Janeiro, obra del paisajista Roberto Burle Marx.
Las seis plazas se sitúan al sur del recinto en la parte más cercana al río Ebro. Durante la exposición internacional, cada una se configura como un espacio temático diferenciado en el que el visitante tiene la ocasión de experimentar y reflexionar sobre los variados significados del agua.

## Contenido de las plazas

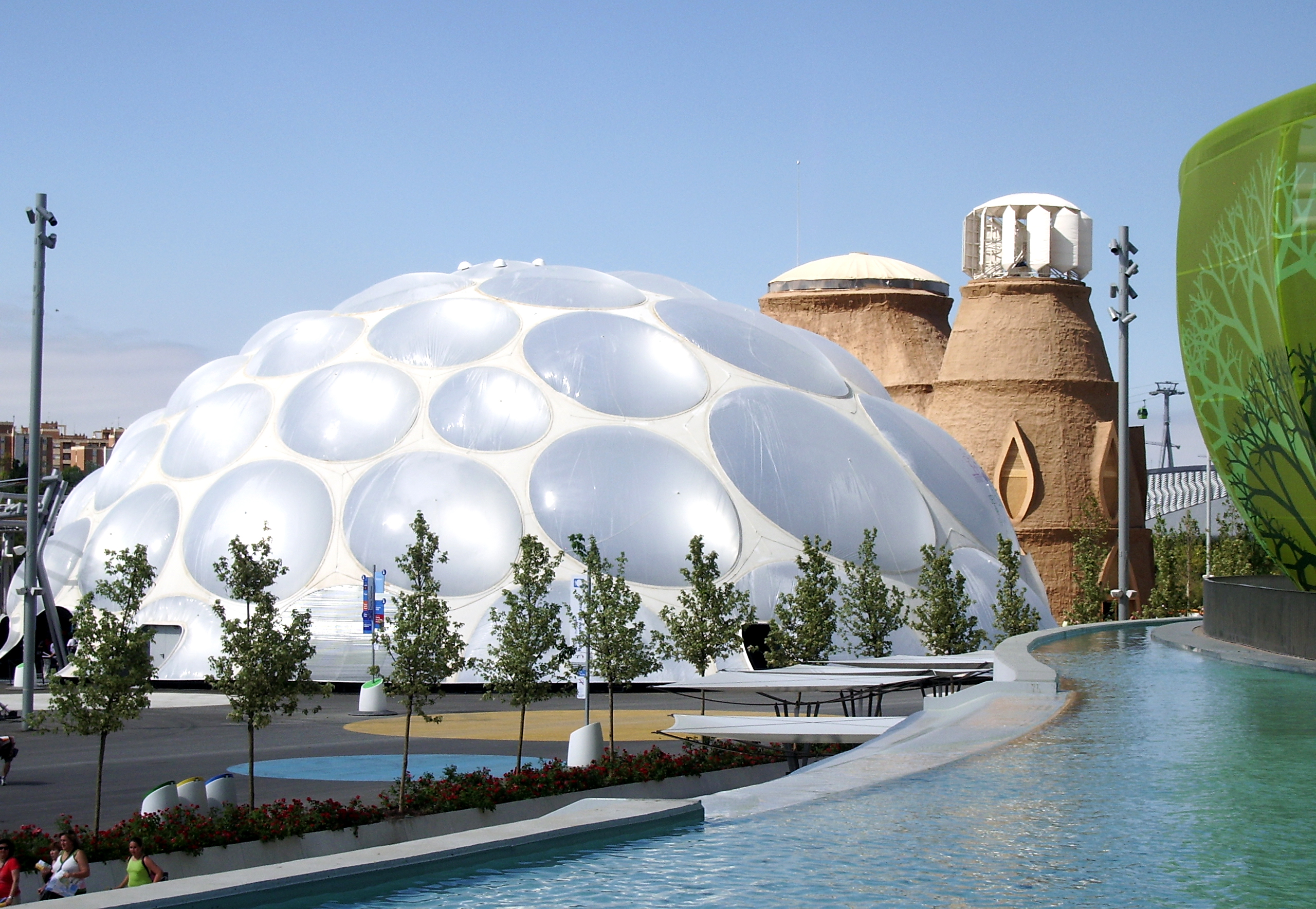
Plazas temáticas. A la izquierda el pabellón "Sed"; a su derecha, más al fondo, el pabellón de las iniciativas ciudadanas, conocido popularmente como "El Botijo".

Las exposiciones y espectáculos previstos son las siguientes:
- Sed. Cuenta con un espacio expositivo con cinco espacios comunicados dentro de un recinto cubierto. Tiene 820 m de superficie expositiva y 1000 m de superficie cubierta.
- Ciudades de agua. Se trata de una instalación expositiva que transmite al visitante las siguientes ideas:
  - El agua como espectáculo urbano
  - Agua redescubierta
  - Agua amiga
  - Agua futuro
- Agua extrema. Articulada en dos partes, busca la reflexión sobre los fenómenos extremos provocados por el agua. La primera se realiza en una platea con asientos móviles en la que se proyectan varios documentales mientras se experimentan diversas sensaciones. La segunda parte se refiere a las formas de prevención de los riesgos hídricos.
- Oikos: Agua y Energía. En este espacio expositivo se expone la visión del agua como fuente de generación y almacenamiento de energía. El recinto es ambientalmente sostenible pues contará con varios dispositivos de captación de energía como aerogeneradores o placas solares. Un arroyo recorre el recinto. Cuenta con 845 metros de superficie expositiva y de un patio central ajardinado de unos 300 metros.

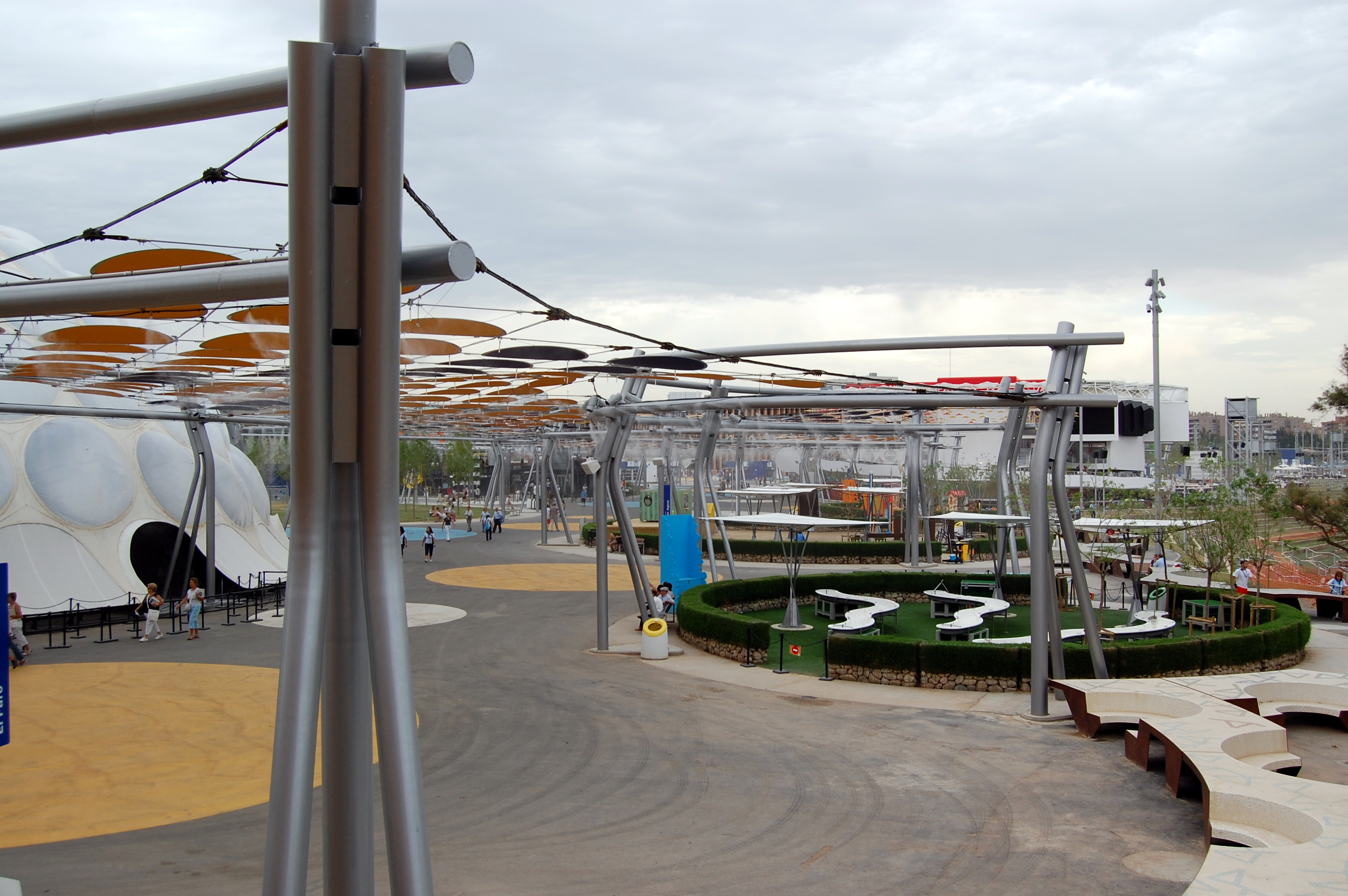
Vista de las plazas temáticas.

- Agua compartida. Exposición orientada hacia la reflexión sobre el agua desde el prisma de cuenca hidrográfica. Contiene los siguientes espacios:
  - El mundo político en el que vivimos.
  - El desafío de repensar.
  - La cuenca.
  - La gestión de la cuenca.
  - La cuenca, nuestra casa común.
- Inspiraciones acuáticas. La plaza contiene un auditorio para 3.000 personas en el que se representa el espectáculo Hombre Vertiente diseñado por la productora argentina Ojalá. El espectáculo se representa seis veces al día y aborda el tema del agua descontrolada.[2]